# ロックウッド・スミス
アレグザンダー・ロックウッド・スミス（英語: Alexander Lockwood Smith、1948年11月13日 - ）は、ニュージーランドの元政治家。

## 来歴
ルアワイ高等学校、オークランド・グラマー・スクール卒業。マッセー大学卒業後、コモンウェルス奨学金を得て、オーストラリアのアデレード大学でPh.D.取得（動物科学専攻）。アデレード大学ではボート選手として活躍しボート大会では5度の王者に輝く。
マッセー大学講師を経て、子供向けクイズ番組のテレビ司会者になる。その後、ニュージーランド乳製品評議会（現在のフォンテラ）マーケティング部門に勤務する。

### 政治活動
1984年の議会総選挙にカイパラ選挙区より出馬し初当選。1996年に小選挙区比例代表併用制の導入によりカイパラはロドニー選挙区に地区変更。隣接するアルバニー選挙区は国民党の重鎮ドン・マキノンの選挙区であり、保守派支持層の厚い地域であることから1996年の総選挙ではロドニーより出馬し以降、同地区の議席を保持している（マキノンは比例名簿入り）。
1990年に教育大臣に就任（1996年まで）。国民党の教育報道官時代（野党時期）に、大学生の学費引き下げを公約に挙げていたが、大臣就任後は政府から大学への助成金比率を変更、学費は事実上値上げされた。また、学生手当て（家計収入に比例）が大幅に減額されたことから、訪問先のカンタベリー大学では大規模な抗議活動が行われた。
1996年に農業大臣に就任。その後、貿易大臣、観光大臣を務め、1999年のアジア太平洋経済協力（APEC）では貿易大臣としてシンガポールとの経済緊密化提携の交渉に合意（2000年に締結）。1999年の総選挙で当選を果たすもニュージーランド国民党は野党に転落。野党議員として外務、商務、移民担当報道官を務める。

## 批判
2008年の選挙中、マールボロ・エキスプレス紙とのインタビュー取材で、アジア諸国と太平洋諸島からの季節労働者に対し“（太平洋諸島出身の中には）トイレやシャワーの使い方を教えないといけない者もいる”　“アジア系労働者の（果実の）摘み取りが早いのは手が小さいから”と発言。マオリ党からは人種差別主義者と強烈に批判され、ヘレン・クラーク首相（当時）も“馬鹿げた発言”と痛烈に批判した。スミスは発言内容は自らの主張ではなく果樹園経営者たちから聞いた話であるが、不適切で気分を害する発言であったことを謝罪した。ジョン・キー国民党党首もスミスの謝罪は適切であると発言内容を認めた。スミスは次期移民担当大臣への就任が確実視されていたが、キーはこの発言を踏まえスミスを国会議長職へ起用した。
2011年に議長を再任されたが、2012年に国政からの引退を表明。2013年2月に最終演説を行い議会を去る。国政での活動期間は29年。ニュージーランドの政治史では当選回数が最も多い政治家の一人である。2013年3月25日に駐英高等弁務官（駐イギリス大使）に就任。

## その他
教育大臣時代に訪問した学校でマッセー大学在学時の交際相手と偶然再会し、その後交際に発展。2009年7月に結婚した。